# 鄂霍次克軟首杜父魚
鄂霍次克軟首杜父魚（学名：Zesticelus ochotensis）為輻鰭魚綱鮋形目杜父魚亞目杜父魚科的其中一種，為深海魚類，分布於西北太平洋日本北海道至鄂霍次克海南部海域，棲息深度1000-1845公尺，體長可達5.4公分，棲息在底層水域，生活習性不明。